# 源高房
源 高房（みなもと の たかふさ、生年不詳 - 承保4年9月13日（1077年10月2日））は、平安時代中期から後期にかけての貴族。醍醐源氏、但馬守・源行任の子。官位は正四位上・但馬守

## 経歴
後朱雀朝にて、左兵衛尉・左近衛将監と武官の判官（三等官）を務める。のち、巡爵により従五位下に叙せられ、加賀守として受領となった。永承6年（1051年）関白・藤原頼通の娘である藤原寛子が後冷泉天皇の皇后に冊立されると、高房は皇后宮大進（のち皇后宮亮）に任ぜられ、これに仕える。この間、備後守も兼ねている。
その後、後冷泉朝後期から白河朝前期にかけても、但馬守・丹波守など受領を歴任したほか、時期は不明ながら内蔵頭・宮内卿などの京官を務め、位階は正四位上に至る。
承保4年（1077年）9月13日卒去。最終官位は但馬守正四位上。

## 官歴
- 長暦3年（1039年） 閏12月20日：左兵衛尉[1]
- 長久元年（1040年） 6月8日：左近衛将監[1]
- 時期不詳：従五位下
- 永承2年（1047年） 2月7日：見加賀守[2]
- 永承6年（1051年） 2月：皇后宮大進（皇后・藤原寛子）[3]
- 天喜3年（1055年） 3月25日：見備後守[4]
- 天喜5年（1057年） 2月2日：見皇后宮亮[4]
- 康平5年（1062年） 3月8日：見但馬守[4]
- 治暦4年（1068年） 5月11日：見丹波守[5]
- 延久4年（1072年） 日付不詳：但馬守[6]
- 時期不詳：正四位上。内蔵頭。宮内卿[7]
- 承保4年（1077年） 9月13日：卒去（但馬守正四位上）[8]

## 系譜
『尊卑分脈』による。
- 父：源行任
- 母：藤原懐平の娘
- 妻：大江定経の娘
  - 男子：源高実
- 生母不詳の子女
  - 男子：源清実
  - 男子：源家実